# Holacanthus
Holacanthus Lacépède, 1802 è un genere di pesci marini appartenenti alla famiglia Pomacanthidae.

## Distribuzione e habitat

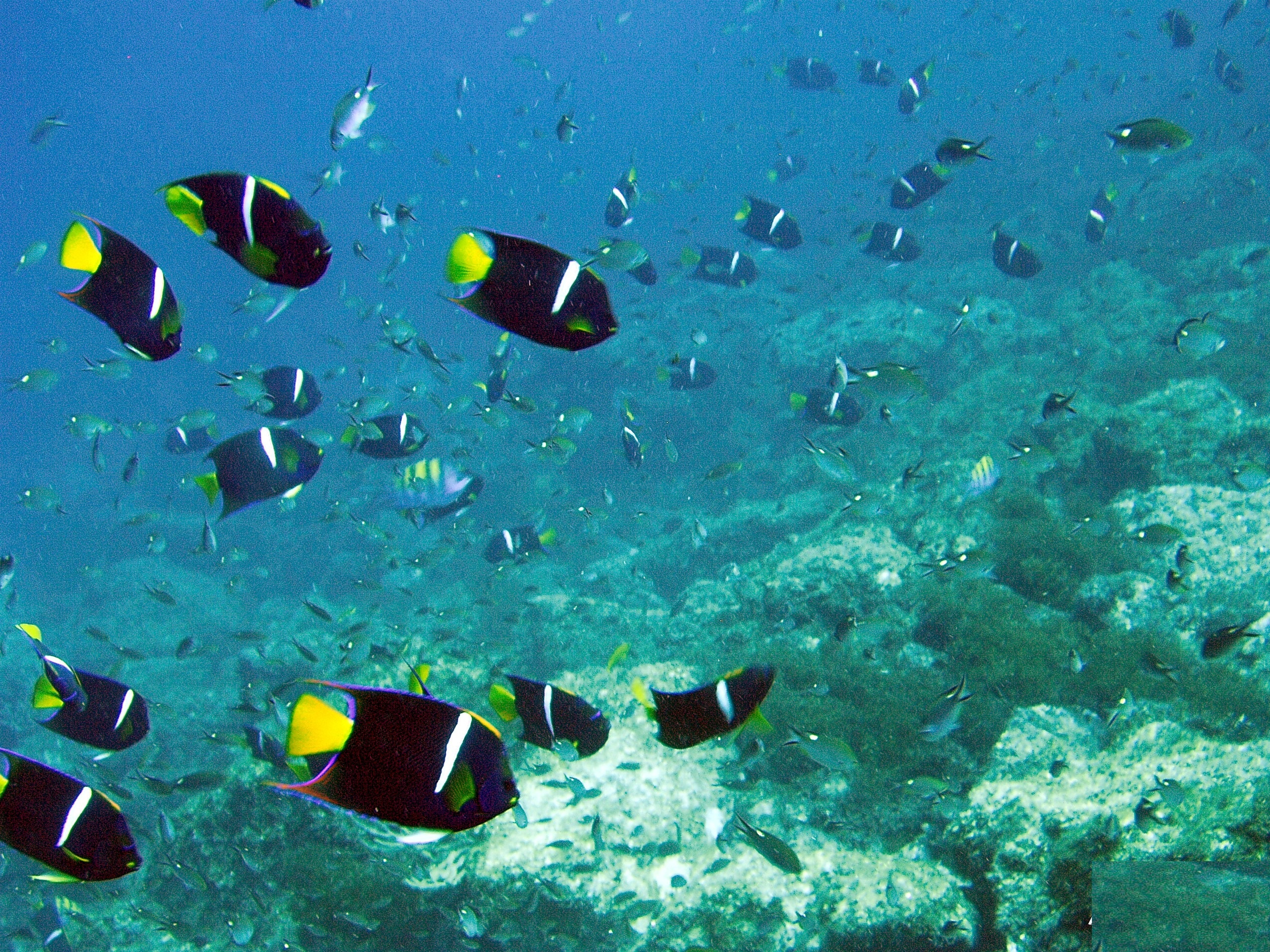
Holacanthus passer

Delle 8 specie di Holacanthus 5 sono diffuse nell'Atlantico orientale od occidentale, le altre 3 sono diffuse nel Pacifico orientale. Abitano barriere coralline e coste rocciose. Gli esemplari giovani preferiscono lagune atollifere e acque basse.

## Acquariofilia
Tutte le specie di Holacanthus sono commercializzate per l'acquariofilia, e spesso ospitate in acquari pubblici.

## Specie
Al genere sono ascritte 8 specie:
- Holacanthus africanus Cadenat, 1951
- Holacanthus bermudensis Goode, 1876
- Holacanthus ciliaris (Linnaeus, 1758)
- Holacanthus clarionensis Gilbert, 1891
- Holacanthus isabelita (Jordan & Rutter, 1898)
- Holacanthus limbaughi Baldwin, 1963
- Holacanthus passer Valenciennes, 1846
- Holacanthus tricolor (Bloch, 1795)